# قائمة رؤساء الدول والحكومات الذين لقوا حتفهم في حوادث طيران
العديد من رؤساء الدول والحكومات البارزين الذين قتلوا في حوادث الطيران.

## رؤساء الدول والحكومات
| اسم                               | المنصب                                    | تاريخ            | مكان                     | البلد                  | النوع                | نموذج الطائرة                          |
| --------------------------------- | ----------------------------------------- | ---------------- | ------------------------ | ---------------------- | -------------------- | -------------------------------------- |
| أدولف الثاني ، أمير شومبرغ - ليب  | الحاكم الأخير لإمارة شاومبورغ ليبه.       | 26 مارس 1936     | زومبانغو                 | المكسيك                | حادث طائرة           | فورد ثلاثية المحرك                     |
| أرفيد ليندمان                     | رئيس رئيس وزراء السويد                    | 9 ديسمبر 1936    | كرويدون، لندن            | المملكة المتحدة        | حادث طائرة ‏          | دوغلاس دي سي-2                         |
| خوسيه فيليكس استيغاريبيا          | رئيس باراغواي                             | 7 سبتمبر 1940    | التوس                    | باراغواي               | حادث طائرة           | Potez 25                               |
| فلاديسلاف سيكورسكي                | رئيس مجلس وزراء بولندا (في المنفى)        | 4 يوليو 1943     | جبل طارق                 | المملكة المتحدة        | حادث طائرة           | كونسوليداتيد بي-24 ليبراتور            |
| رامون ماجسايساي                   | رئيس الفلبين                              | 17 مارس 1957     | بالامبان، سيبو (الفلبين) | الفلبين                | حادث طائرة ‏          | دوغلاس سي-47 سكاي ترين                 |
| نيريو راموس                       | رئيس البرازيل                             | 16 يونيو 1958    | ساو خوسيه دوس بينيايس    | البرازيل               | حادث طائرة           | كونفير سي في -240                      |
| بارتيليمي بوغاندا                 | رئيس وزراء جمهورية افريقيا الوسطى         | 29 مارس 1959     | Boukpayanga              | جمهورية أفريقيا الوسطى | حادث طائرة           | نورد نوراطلس                           |
| عبد السلام عارف                   | رئيس العراق                               | 13 أبريل 1966    | بغداد                    | العراق                 | حادث طائرة           | دي هافيلاند دوف                        |
| هومبرتو دي إلينكار كاستيلو برانكو | رئيس البرازيل                             | 18 18 يوليو 1967 | فورتاليزا                | البرازيل               | حادث طائرة           | بايبر بيه إيه-23                       |
| رينيه بارينتوس                    | رئيس بوليفيا                              | 27 أبريل 1969    | Arque                    | بوليفيا                | حادث طائرة هليكوبتر  | هيوز 369                               |
| ديمال بيجيديتش                    | رئيس وزراء يوغوسلافيا ‏                    | 18 يناير 1977    | كريسيفو                  | يوغوسلافيا             | حادث طائرة           | ليرجيت 25                              |
| أحمد ولد بوسيف                    | قائد المجلس العسكري في موريتانيا          | 27 يناير 1979    | داكار                    | السنغال                | حادث طائرة           | de Havilland Canada DHC-4 Caribou      |
| فرانسيسكو دي سا كارنيرو           | رئيس وزراء البرتغال                       | 4 ديسمبر 1980    | Camarate                 | البرتغال               | حادث طائرة ‏          | سيسنا                                  |
| خايمي رولدوس أغيليرا              | رئيس الإكوادور                            | 24 مايو 1981     | Huairapungo              | الإكوادور              | حادث طائرة           | بيتشكرافت سوبر كينغ إير                |
| عمر توريخوس                       | قائد عسكري في بنما                        | 31 يوليو 1981    | بينونومي                 | بنما                   | حادث طائرة ‏          | دي هافيلاند كندا دي إتش سي 6 توين أوتر |
| سامورا ماشيل                      | رئيس موزمبيق                              | 19 أكتوبر 1986   | مبوزينى                  | جنوب أفريقيا           | حادث طائرة           | توبوليف تي يو 134                      |
| رشيد كرامي                        | رئيس وزراء لبنان                          | 1 يونيو 1987     | بيروت                    | لبنان                  | حادث طائرة           | ايروسباسيال أس إيه 330 بوما            |
| محمد ضياء الحق                    | رئيس باكستان                              | 17 أغسطس 1988    | باهاوالبور               | باكستان                | حادث طائرة           | لوكهيد سي-130 هيركوليز                 |
| جوفينال هابياريمانا               | رئيس رواندا                               | 6 أبريل 1994     | كيغالي                   | رواندا                 | حادث طائرة ‏ (اغتيال) | داسو فالكون 50                         |
| سيبريان نتارياميرا                | رئيس بوروندي                              | 6 أبريل 1994     | كيغالي                   | رواندا                 | حادث طائرة ‏ (اغتيال) | داسو فالكون 50                         |
| عبد الرحيم غفورزاي                | رئيس وزراء التحالف الشمالي الافغاني       | 21 أغسطس 1997    | باميان                   | أفغانستان              | حادث طائرة           | أنتونوف أن-32                          |
| محمدو ماكتيدو                     | سلطان دولة صكتو                           | 29 أكتوبر 2006   | أبوجا                    | نيجيريا                | حادث طائرة           | بوينغ 737                              |
| بوريس ترايكوفسكي                  | رئيس مقدونيا                              | 26 فبراير 2004   | موستار                   | البوسنة والهرسك        | حادث طائرة           | بيتشكرافت سوبر كينغ إير                |
| ليخ كاتشينسكي                     | رئيس بولندا                               | 10 أبريل 2010    | سمولينسك                 | روسيا                  | حادث طائرة           | توبوليف تو 154                         |
| ريزارد كاسزورووسكي                | الرئيس الأخير للحكومة البولندية في المنفى | 10 أبريل 2010    | سمولينسك                 | روسيا                  | حادث طائرة           | توبوليف تو 154                         |

## منظمات دولية
| اسم         | المنصب                 | تاريخ             | مكان  | البلد             | النوع       | نموذج الطائرة  |
| ----------- | ---------------------- | ----------------- | ----- | ----------------- | ----------- | -------------- |
| داغ همرشولد | أمين عام الأمم المتحدة | 18 September 1961 | ندولا | رودسيا ونياسالاند | حادث طائرة ‏ | دوغلاس دي سي-6 |